# Српска демократска барањска странка
Српска демократска барањска странка (краће: СДБС) је бивша политичка странка у Републици Хрватској која је заступала интересе српске националне мањине у Осјечко-барањској жупанији.
Странка је основана 13. новембра 1998. године у Белом Манастиру а угашена је 12. јуна 2007. године. Поред Белог Манастира деловала је у општинама Јагодњак и Дарда. Оснивач и председник странке био је Љубомир Мијатовић.
Странка се декларисала као политичка странка предана идеалима слободе, владавине права и мира, споразумевању међу људима и народима, изградњи, јачању и учвршћивању демократије, хуманизма и еколошке свести те заштити и афирмацији људских, грађанских и политичких права. Залагала се за вредности мултиетничког и мултикултуралног друштва као темеља за очување и коегзистенцију различитих идентитета у атмосфери толеранције и узајамног уважавања.
Програм странке је истицао да је странка деловала као странка демократске оријентације која једино у сарадњи и партнерству с другим српским и хрватским политичким странкама је могла остварити своје програмске циљеве и испунити интересе и очекивања својих бирача, остварујући право на опстанак Срба и партнерство у изградњи демократских институција и демократске политике у Републици Хрватској.
Странка је заједно са још две политичке партије, Партијом подунавских Срба и Српском народном странком, те још неколико српских организација основала Народно вијеће Срба почетком 1999. године. Циљ удруживања био је алтернатива политици СДСС-а.